# Тиристор

Рис. 1. Позначення несиметричного діодного тиристора (диністора)

Рис. 2. Позначення несиметричного незапираємого тріодного тиристора (триністора) з керуванням за анодом

Рис. 3. Позначення несиметричного незапираємого тріодного тиристора (триністора) з керуванням за катодом

- основна чотиришарова p-n-p-n-структура;
- діодний тиристор;
- тріодний тиристор

Рис. 4. Будова тиристорів:
- основна чотиришарова p-n-p-n-структура;
- діодний тиристор;
- тріодний тиристор

Тири́стор (від грецького thyra — двері + резистор) — напівпровідниковий прилад вентильного типу, який відкривається для пропускання електричного струму при досягненні порогового значення напруги між анодом і катодом або за умови подачі невеликої напруги на керуючий електрод. Також цей електронний компонент часто називають напівпровідниковим керованим вентилем (англ. Silicon/Semiconductor Controlled Rectifier, SCR).

## Різновиди
За кількістю зовнішніх виводів розрізняють: діодні тиристори (диністори, мають два зовнішні виводи), тріодні тиристори (триністори, мають три зовнішні виводи) та тетродні тиристори (мають чотири зовнішні виводи).
Прилад, який не містить керуючих електродів, називається діодним тиристором або диністором (рис. 1). Такі прилади керуються напругою, прикладеною між основними електродами.
Прилад, що містить один керуючий електрод, називають тріодним тиристором або триністором (іноді просто тиристором, хоча це не зовсім правильно). В залежності від того, до якого прошарку напівпровідника під'єднаний керуючий електрод, триністори бувають з керуванням за анодом (рис. 2) і з керуванням за катодом (рис. 3). Останні є більш поширеними.
За напрямком протікання струму у відкритому стані тиристори поділяються на несиметричні (пропускають струм в одному напрямку — від анода до катода) і симетричні (пропускають струм в обидвох напрямках). Симетричні тиристори виготовляються з п'яти шарів напівпровідників.
Симетричний діодний тиристор називають також діаком (від англ. DIAC — DIode for Alternating Current). Симетричний тріодний тиристор (симістор) називають також тріаком (від англ. TRIAC — triode for alternating current). Слід зауважити, що замість симетричних діодних тиристорів (діаків) часто застосовуються їхні схемотехнічні аналоги, у тому числі й інтегральні, що мають, зазвичай, кращі параметри.
Тріодні тиристори поділяються на запірні і незапірні. Незапірні тиристори не можуть бути переведені в закритий стан (що відображено в їх назві) за допомогою сигналу, що подається на керуючий електрод. Такі тиристори закриваються лише тоді, коли струм через них  стає меншим від струму утримання. У випадку комутації змінного струму на активному (резистивному) навантаженні це відбувається в кінці напівхвилі.

## Будова тиристорів
Будову тиристорів показано на рис. 4. Тиристор складається з чотирьох напівпровідникових (шарів), які з'єднані послідовно і відрізняються типами провідності: p-n-p-n. p‑n‑переходи, — переходи між провідниками, — на рисунку позначені як «J1», «J2» і «J3». Електрод під'єднаний до зовнішнього p-шару називається анодом, до зовнішнього n-шару — катодом. У загальному випадку, p-n-p-n-прилад може мати до двох керуючих електродів (баз), під'єднаних до внутрішніх шарів. Подачею сигналу на керуючий електрод здійснюється управління тиристором (зміна його стану).

## Вольт-амперна характеристика тиристора

Рис. 5. Вольт-амперна характеристика тиристора

Типова ВАХ тиристора, який проводить в одному напрямку (з керуючими електродами або без них), наведена на рис. 5. Опис ВАХ:
- крива ВАХ на ділянці, обмеженій прямокутником з координатами вершин (0; 0) і (Vвo; IL) (нижня гілка), відповідає високому опору приладу (напруга пряма, прилад вимкнений);
- точка (Vвo; IL) відповідає моменту включення тиристора (переключення динистора у ввімкнений стан);
- крива ВАХ на ділянці, обмеженій прямокутником з координатами вершин (Vвo; IL) і (V н; Iн), відповідає переключенню приладу у ввімкнений стан (нестійка область). Судячи з того, що крива має S-подібну форму, можна зробити висновок про те, що опір тиристора негативний диференційний. Коли різниця потенціалів між анодом і катодом тиристора прямої полярності перевищить величину Vво, відбудеться вмикання тиристора (діністорний ефект);
- крива ВАХ від точки з координатами (Vн; Iн) і вище відповідає відкритого стану приладу (прямій провідності);
- на графіку показано ВАХ з різними струмами управління IG (струмами на керуючому електроді тиристора): IG = 0; IG> 0; IG >> 0. Чим більше струм IG, тим при меншій напрузі Vвo відбувається перемикання тиристора в провідний стан;
- пунктиром позначена крива ВАХ, відповідна протіканню в ланцюзі струму IG >> 0 — так званого «струму включення випрямлення». При такому струмі тиристор переходить в провідний стан при мінімальній різниці потенціалів між анодом і катодом. Для переведення тиристора в непровідний стан необхідно знизити струм в ланцюзі анод-катод нижче струму включення випрямлення;
- крива ВАХ на ділянці від VBR до 0 відповідає режиму зворотного вмикання приладу;
- крива ВАХ на ділянці від -∞ до VBR відповідає режиму зворотного пробою.

Вольтамперна характеристика симетричних тиристорів відрізняється від наведеної на рис. 5 тим, що крива в третій чверті графіка повторює ділянки 0-3 симетрично відносно початку координат.
За типом нелінійності ВАХ тиристор відносять до S-приладів.

## Режими роботи тріодного тиристора

### Режим зворотного запирання

Рис. 6. Режим зворотного запирання тиристора

Два основні чинники обмежують режим зворотного пробою і прямого пробою:
1) пробій;
2) прокол збідненої області.
У режимі зворотного запирання до анода прикладено негативну, по відношенню до катода, напругу; переходи J1 і J3 зміщені у зворотному напрямку, а перехід J2 зміщений у прямому (див. рис. 6). У цьому випадку велика частина прикладеної напруги спадає на одному з переходів J1 або J3 (в залежності від ступеня легування різних областей). Нехай це буде перехід J1. Залежно від товщини Wn1 шару n1 пробій викликається лавинним множенням (товщина збідненої області при пробої менше Wn1) або проколом (збіднений шар поширюється на всю область n1, і відбувається змикання переходів J1 і J2).

### Режим прямого запирання
При прямому запиранні напруга на аноді є позитивною по відношенню до катода і зворотньо зміщений лише перехід J2. Переходи J1 і J3 зміщені в прямому напрямку. Велика частина прикладеної напруги спадає на переході J2. Через переходи J1 і J3 в області, що примикають до переходу J2, инжектуються неосновні носії заряду, які зменшують опір переходу J2, збільшують струм через нього і зменшують падіння напруги на ньому. При підвищенні прямої напруги струм через тиристор спочатку росте повільно, що відповідає ділянці 0-1 на ВАХ. В цьому режимі тиристор можна вважати закритим, оскільки опір переходу J2 все ще є дуже великим. У міру збільшення напруги на тиристорі знижується частка напруги, що спадає на J2, і швидше зростають напруги на J1 і J3, що викликає подальше збільшення струму через тиристор і посилення інжекції неосновних носіїв заряду в область J2. При деякому значенні напруги (близько десятків або сотень вольт), що називається напругою перемикання VBF (точка 1 на ВАХ), процес набуває лавиноподібного характеру, тиристор переходить в стан з високою провідністю (відкривається), і в ньому встановлюється струм, який визначається напругою джерела і опором в зовнішньому колі.

### Двотранзисторна модель тиристора

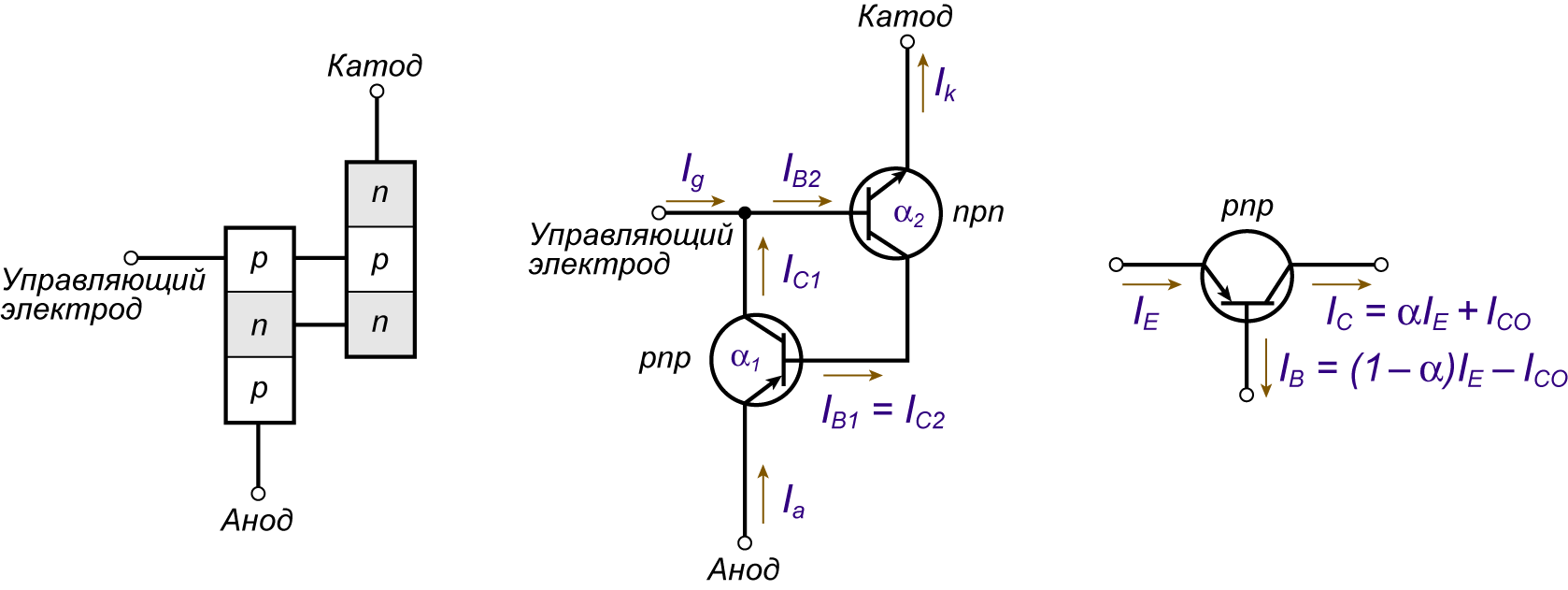
Рис. 7. Двотранзисторна модель тріодного тиристора, з'єднання транзисторів і співвідношення струмів в p-n-p транзисторі

Для пояснення характеристик приладу в режимі прямого замикання використовується двотранзисторна модель тиристора. Тиристор можна розглядати як з'єднання p-n-p транзистора з n-p-n транзистором, причому колектор кожного з них з'єднаний з базою іншого, як показано на рис. 7. Центральний p-n перехід діє як колектор дірок, що інжектуються переходом J1, і електронів, що інжектуються переходом J3. Взаємозв'язок між струмами емітера {\displaystyle I_{E}}, колектора {\displaystyle I_{C}}, бази {\displaystyle I_{B}} і статичним коефіцієнтом підсилення по струму {\displaystyle \alpha _{1}} p-n-p транзистора також наведена на рис. 7, де {\displaystyle I_{Co}} — зворотний струм насичення переходу колектор-база.
Аналогічні співвідношення можна отримати для n-p-n транзистора при зміні напрямку струмів на протилежний. З рис. 7 випливає, що колекторний струм n-p-n транзистора є одночасно базовим струмом p-n-p транзистора. Аналогічно колекторний струм p-n-p транзистора і керуючий струм {\displaystyle I_{g}} втікають в базу n-p-n транзистора. В результаті, коли загальний коефіцієнт підсилення в замкнутій петлі перевищить одиницю, стане можливим лавиноподібний процес збільшення струму через структуру, при цьому напруга на приладі стане приблизно рівною 1 В, а струм буде обмежений лише опором зовнішнього кола.
Струм бази p-n-p транзистора дорівнює {\displaystyle I_{B1}=(1-\alpha _{1})\cdot I_{A}-I_{Co1}}. Цей струм також протікає через колектор n-p-n транзистора.
Струм колектора n-p-n транзистора з коефіцієнтом підсилення {\displaystyle \alpha _{2}} дорівнює {\displaystyle I_{C2}=\alpha _{2}\cdot I_{K}+I_{Co2}.}
Прирівнявши {\displaystyle I_{B1}} і {\displaystyle I_{C2}}, отримаємо:
{\displaystyle (1-\alpha _{1})\cdot I_{A}-I_{Co1}=\alpha _{2}\cdot I_{K}+I_{Co2}.}
Оскільки {\displaystyle I_{K}=I_{A}+I_{g},} то:
{\displaystyle I_{A}={\frac {\alpha _{2}I_{g}+I_{Co1}+I_{Co2}}{1-(\alpha _{1}+\alpha _{2})}}.}

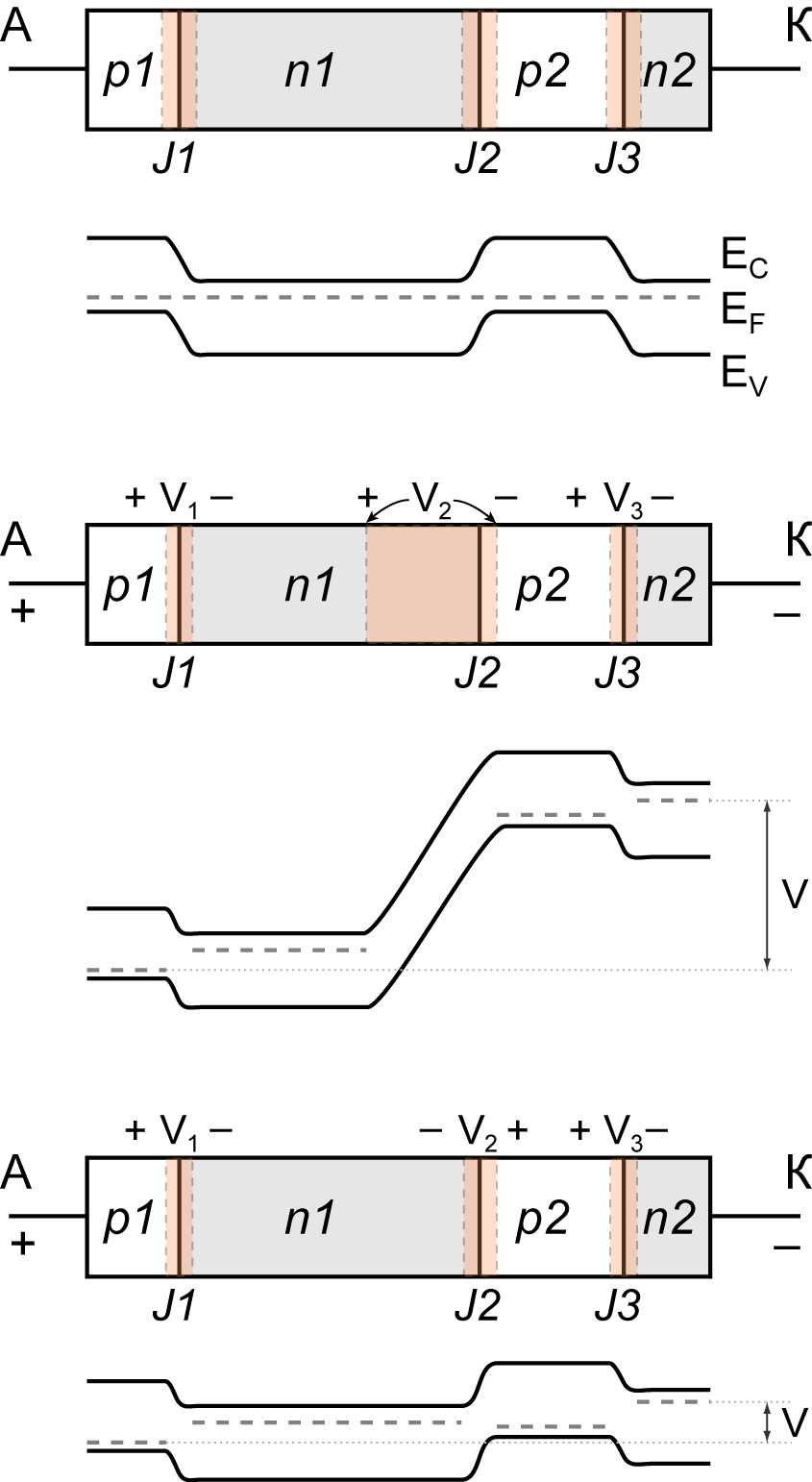
Рис. 8. Енергетична зонна діаграма в режимі прямого зміщення: стан рівноваги, режим прямого замикання і режим прямої провідності

Це рівняння описує статичну характеристику приладу в діапазоні напруг аж до пробою. Після пробою прилад працює як p-i-n-діод. Слід зазначити, що всі складові в чисельнику правої частини рівняння малі, отже, поки член {\displaystyle \alpha _{1}+\alpha _{2}<1,} струм {\displaystyle I_{A}} малий. Коефіцієнти
{\displaystyle \alpha _{1},}{\displaystyle \alpha _{2}} залежать від {\displaystyle I_{A}} і ростуть зі збільшенням струму аж до високих його величин. Якщо {\displaystyle \alpha _{1}+\alpha _{2}=1,} то знаменник дробу в наведеній формулі для анодного струму прямує до нуля, струм зростає і відбувається прямий відновлюваний пробій (включення тиристора).
Якщо полярність напруги між анодом і катодом змінити на зворотну, то переходи J1 і J3 будуть зміщені у зворотному напрямку, а J2 — у прямому. За таких умов включення приладу не відбувається, оскільки як емітер носіїв заряду працює тільки центральний p-n перехід і лавиноподібний процес наростання струму стає неможливим.
Ширину збіднених шарів та енергетичні зонні діаграми в рівновазі, в режимах прямого замикання і прямій провідності, показано на рис. 8. При нульовій напрузі на приладі збіднена область кожного переходу і контактні потенціали визначаються тільки профілем розподілу домішок. Коли до анода прикладена позитивна напруга, перехід J2 прагне зміститися в зворотному напрямку, а переходи J1 і J3 — в прямому. Падіння напруги між анодом і катодом дорівнює алгебраїчній сумі падінь напруги на переходах: {\displaystyle V_{AK}=V_{1}+V_{2}+V_{3}}. При підвищенні напруги зростає струм через прилад, отже збільшуються {\displaystyle \alpha _{1}} і {\displaystyle \alpha _{2}.}
Завдяки регенеративному характеру цих процесів прилад зрештою перейде у відкритий стан. Після включення тиристора, струм, що протікає через нього, повинен бути обмежений зовнішнім опором навантаження, інакше при досить високому струмі тиристор вийде з ладу. У включеному стані перехід J2 зміщений в прямому напрямку (рис. 8, в), і падіння напруги {\displaystyle V_{AK}=V_{1}-|V_{2}|+V_{3}} приблизно дорівнює сумі напруг на одному прямозміщеному p-n переході та напруги колектор-емітер насиченого транзистора.
Двотранзисторна модель використовується не тільки для вивчення й опису процесів, що відбуваються в тиристорі. Включення p-n-p і n-p-n реальних транзисторів за наведеною схемою є схемотехнічним аналогом тиристора й іноді використовується в електронній апаратурі.

### Режим прямої провідності
Коли тиристор перебуває в відкритому стані, всі три переходи зміщені в прямому напрямку. Дірки інжектуються з області p1, а електрони — з області n2, і структура n1-p2-n2 поводиться аналогічно насиченому транзистору з віддаленим доданими контактом до області n1. Отже, прилад в цілому аналогічний p-i-n-діоду (p + -i-n +).

### Ефект dU/dt
Якщо напруга прямої полярності між анодом і катодом тиристора зростає зі швидкістю понад деяку критичну dU/dt > dUкрит. /dt відбудеться відкривання p-n-p-n структури. Механізм цього ефекту обумовлений наявністю паразитної ємності анод — керуючий електрод. Цей ефект обмежує використання тиристорів в високочастотних схемах, хоча іноді застосовується для управління тиристором. Параметр dUкрит. /dt вказується в довідниках для кожної моделі тиристора.

### Ефект di/dt
Якщо струм, що протікає через тиристор в прямому напрямку (у відкритому стані) буде зростати зі швидкістю більшою ніж деяка критична di/dt > diкрит/dt, то відбудеться руйнування структури і вихід тиристора з ладу, що пояснюється обмеженим ростом площі протікання носіїв заряду, збільшенням густини струму і локальним тепловим пробоєм. Параметр diкрит/dt є довідковим і вказується в каталогах для кожного типу тиристора.

## Параметри тиристорів
Сучасні тиристори виготовляють на струми від 1 мА до 10 кА; на напруги від декількох вольт до декількох кіловольт; швидкість наростання в них прямого струму досягає 109 А/с, напруги — 109 В/с, час включення складає величини від декількох десятих долей до декількох десятків мікросекунд, час вимикання — від декількох одиниць до декількох сотень мікросекунд; ККД досягає 99 %. До поширених вітчизняних тиристорів можна віднести прилади КУ202 (25-400 В, струм 10 А), до поширених імпортних — MCR100 (100—600 В, 0.8 А), 2N5064 (200 В, 0.5 A), C106D (400 В, 4 А), TYN612 (600 В, 12 А), BT151 (800 В, 7.5-12 А) та інші. Також слід пам'ятати, що не всі тиристори допускають подачу зворотної напруги тієї ж величини що й прямої.

## Класи тиристорів
- Диністор
- Симістор